# Dinamo Elektrostal
Der HC Dinamo Elektrostal (russisch Динамо Электросталь) ist ein 1994 gegründeter russischer Hockey-Club aus der rund 60 km östlich von Moskau gelegenen Industriestadt Elektrostal. Der in weißen Trikots und blauen Hosen spielende Verein gewann zweimal den russischen Hockeypokal auf dem Feld und zwei russische Hallenmeisterschaften.
Beim EuroHockey Cup Winners Cup 2006 im englischen Reading erreichte der Club nach 0:6 gegen Alster Hamburg, 2:2 gegen den Reading HC und einem 5:5 gegen den schottischen Vertreter Western Wildcats HC das Spiel um Platz 5. Dort setzte sich Dinamo gegen den französischen Vertreter CA Montrouge klar 7:3 durch. Im folgenden Jahr konnte diese Platzierung beim gleichen Wettbewerb in Madrid wiederholt werden. In der Vorrunde kam es zunächst zu zwei hohen 0:7-Niederlagen gegen den gastgebenden Club de Campo und dem englischen Vertreter Cannock HC. Durch ein knappes 3:2 über Lazio Rom wurde das Spiel um Platz 5 erreicht, wo Elektrostal diesmal die Belgier vom Royal Beerschot THC 2:1 schlug.
| Europapokalbilanz Herren Feld |                    |        |       |             |
| Jahr                          | Wettbewerb         | Niveau | Platz | Ort         |
| 2006                          | Cup Winners Cup    | 1      | 5     | Reading     |
| 2007                          | Cup Winners Cup    | 1      | 5     | Madrid      |
| 2008                          | Euro Hockey League | 1      | VR 24 | Antwerpen   |
| 2009                          | Club Trophy        | 2      | 2     | Dublin      |
| 2010                          | Club Trophy        | 2      | 1     | Cardiff     |
| 2012                          | Euro Hockey League | 1      | AF    | Rotterdam   |
| 2014                          | Euro Hockey League | 1      | VR 24 | Lille       |
| 2016                          | Euro Hockey League | 1      | VR 24 | Hamburg     |
| 2017                          | Club Trophy        | 2      | 3     | Elektrostal |
| 2018                          | Euro Hockey League | 1      | VR 24 | Barcelona   |
| 2019                          | Euro Hockey League | 1      | VR 24 | Barcelona   |

In der Premierensaison der Euro Hockey League (EHL) 2008/2009 schied der Club genauso wie der russische Meister HC Dinamo Kasan bereits in der Vorrunde nach 3:3 gegen Royal Antwerpen und 2:9 gegen Real Club de Polo de Barcelona aus, was zur Folge hatte, dass Russland in der Folgesaison nur noch einen Startplatz in der EHL erhielt. Der zweite russische Vertreter, Dinamo Elektrostal, musste in der zweitklassigen EuroHockey Club Trophy starten. Bei diesem Turnier in Dublin gewann der Verein alle drei Vorrundenspiele gegen die Vertreter Kroatiens HAHK Mladost 4:3, der Schweiz HC Rotweiss Wettingen 4:0 und Italiens AHC Suelli 8:2. Im Finale musste sich Dinamo den gastgebenden Pembroke Wanderers klar 0:4 geschlagen geben.
In der Saison 2009/2010 nahm Dinamo wieder für Russland an der EuroHockey Club Trophy im walisischen Cardiff teil und konnte sie dieses Mal überzeugend gewinnen. Nach Vorrundensiegen über SC Stroitel Brest aus Weißrussland 1:0, Luzerner SC aus der Schweiz 5:0 und über den gastgebenden Cardiff & UWIC HC 6:2, besiegte Elektrostal im Finale den schottischen Grange Hockey Club 6:3. Damit trug der Club dazu bei, dass in der Saison 2010/2011 wieder zwei russische Mannschaften an der EHL teilnehmen können, Dinamo konnte sich jedoch national nicht qualifizieren.